# Enrique V de Brunswick-Luneburgo
Enrique II de Brunswick-Wolfenbüttel), llamado «el Joven» (en alemán: Heinrich der Jüngere; en latín: Henricus) (Wolfenbüttel, 10 de noviembre de 1489 - ibídem, 11 de junio de 1568), fue un príncipe alemán de la casa de Welf, hijo del duque Enrique I de Brunswick-Wolfenbüttel (Enrique IV de Brunswick-Luneburgo) y de Catalina de Pomerania. Tras la muerte de su padre en combate en 1514, fue príncipe de Wolfenbüttel hasta su muerte. Fue el último príncipe católico de la casa de Welf y se vio involucrado en constantes guerras. Como todos los príncipes de Brunswick-Luneburgo, también ostentó el título de duque de Brunswick-Luneburgo (siendo Enrique V de Brunswick-Luneburgo).

## Vida
Nació en el castillo de Wolfenbüttel, siendo hijo de Enrique I de Brunswick-Wolfenbüttel (Enrique IV de Brunswick-Luneburgo), conocido como Enrique el Viejo. Enrique V el Joven ascendió al trono ducal a la muerte de su padre en batalla (1514). Al poco tiempo entró en la Gran Disputa Diocesana con el obispado de Hildesheim (príncipe-obispo Juan IV de Sajonia-Lauenburgo), contra el que perdió la batalla de Soltau de 1519. No obstante, el duque se aprovechó del apoyo del recientemente elegido emperador Carlos V, y en 1523 el obispo tuvo que ceder extensos territorios a Wolfenbüttel. Enrique permaneció leal a la autoridad imperial durante la guerra de los campesinos alemanes, y en 1528 se desplazó a Italia en ayuda de Carlos V en la guerra de la Liga de Cognac contra Francisco I de Francia.
Aunque Enrique inicialmente simpatizaba con la Reforma protestante y apoyaba parcialmente la Confesión de Augsburgo de 1530, permaneció dentro de la iglesia católica. Se involucró en un conflicto con el luterano electorado de Sajonia y se opuso fuertemente a la conversión al protestantismo de la rama principado de Calenberg de los Brunswick-Luneburgo. En 1541, deseoso de obtener las ricas minas de Rammelsberg, Enrique encontró un pretexto para atacar la Ciudad Imperial Libre de Goslar. Cuando en 1542 el elector Juan Federico I de Sajonia y el landgrave Felipe I de Hesse (líderes de la Liga de Esmalcalda) llegaron en ayuda de Goslar, ocuparon la totalidad del principado de Wolfenbüttel. Enrique tuvo que huir al ducado de Baviera.
En 1546 consiguió reclutar un ejército con la ayuda del emperador Carlos y pudo recobrar el control de parte de Wolfenbüttel, pero pronto fue capturado por las tropas de Hesse, permaneciendo cautivo hasta la victoria imperial en la batalla de Mühlberg, tras la que fue liberado y reinstaurado en sus dominios (1547). En 1550 los mercenarios del conde Volrad de Mansfeld ocuparon Wolfenbüttel, y Enrique tuvo nuevamente que huir; en esta ocasión a Metz, donde las tropas del emperador mantenían un asedio. Mansfeld pronto abandonó el principado, y Enrique retornó. En 1553, se alió con el elector Mauricio de Sajonia contra el margrave Alberto I Alcibiades de Brandeburgo-Kulmbach, que había atacado Wolfenbüttel. El conflicto culminó con la sangrienta batalla de Sievershausen, en la que cayeron tanto Mauricio como los dos hijos mayores de Enrique. La batalla terminó con la victoria de Enrique.
Posteriormente, Enrique se terminó convirtiendo al protestantismo por influencia de su hijo superviviente, Julio de Brunswick-Luneburgo.

## Familia
Enrique contrajo su primer matrimonio en 1515 con María (muerta en 1541), hija de Enrique de Wurtemberg, anterior conde de Montbéliard. Sus hijos fueron:
- Margarita (1516-1580), que casó con Juan de Poděbrady, duque de Münsterberg y de Oels, en 1561
- Andrés (c. 1517 - c. 1517)
- Catalina de Brunswick-Wolfenbüttel, margravina de Brandeburgo-Küstrin (c. 1518 - 1574), casada con el margrave Juan de Brandeburgo-Küstrin, hijo del elector Joaquín I Néstor, elector de Brandeburgo en 1537
- María (c. 1521-1539), abadesa de Gandersheim desde 1532
- Carlos Víctor (1525-1553), muerto en Sievershausen
- Felipe (1527-1553), muerto en Sievershausen
- Julio de Brunswick-Luneburgo (1528-1589), que heredó los títulos de su padre a su muerte en 1568
- Clara (1532-1595), que sucedió a su hermana María como abadesa de Gandersheim en 1539; y posteriormente se casó con el duque Felipe II de Brunswick-Luneburgo, príncipe de Grubenhagen, en 1560

Enrique contrajo segundas nupcias en 1556 con Sofía Jagellón (muerta en 1575), hija del rey Segismundo I de Polonia el Viejo. No tuvieron hijos. 
Con su concubina, Eva von Trott zu Solz, tuvo diez hijos.